# Uwe Kolitsch
Uwe Kolitsch (* 7. Januar 1966 in Hohengehren) ist ein deutscher Mineraloge.

## Leben
Uwe Kolitsch studierte von 1986 bis 1992 Mineralogie an der Universität Stuttgart. Im Jahr 1995 erlangte er den Ph.D. Anschließend forschte er am Max-Planck-Institut für Metall-Forschung. Von 1997 bis 1999 war er im Rahmen eines Stipendiums der Alexander-von-Humboldt-Stiftung in der Abteilung für Mineralogie des South Australian Museum tätig. Danach war er bis 2006 als Postdoc am Institut für Mineralogie und Kristallographie der Universität Wien tätig. Bereits seit 2001 hält er Vorlesungen an der Universität Wien. Im Jahr 2005 habilitierte er dort auch. Seit 2007 ist er Kurator der Lagerstättensammlung des Naturhistorischen Museums Wien. Außerdem ist er seit 2020 Direktor der Mineralogisch-Petrographischen Abteilung des Museums, nachdem er die Funktion bereits 2018 interimsweise übernommen hatte.

## Mineralbeschreibungen
Kolitsch entdeckte und beschrieb zusammen mit verschiedenen Fachkollegen viele neue Minerale:
1. 1998 Gottlobit zusammen mit Thomas Witzke, Manfred Steins und Thomas Doering[1]
2. 1999 Bariosincosit zusammen mit A. Pring, W. D. Birch, B. D. Beyer, P. Elliott, P. Ayyappan und A. Ramanan[2]
3. 1999 Springcreekit zusammen mit M. R. Taylor, G. Fallon und A. Pring[3]
4. 1999 Bleasdaleit zusammen mit B. Birch und A. Pring[4]
5. 2000 Johntomait zusammen mit A. Pring und E. R. T. Tiekink[5]
6. 2001 Petterdit zusammen mit William D. Birch, Thomas Witzke, Lutz Nasdala und Ralph S. Bottrill[6]
7. 2001 Ronneburgit zusammen mit Thomas Witzke, Shenyan Zhen, Karl Seff, Thomas Doering und Lutz Nasdala[7]
8. 2002 Hoganit zusammen mit D. E. Hibbs, P. Leverett, J. L. Sharpe und P. A. Williams[8]
9. 2002 Paceit zusammen mit D. E. Hibbs, P. Leverett, J. L. Sharpe und P. A. Williams[8]
10. 2002 Decrespignyit-(Y) zusammen mit K. Wallwork, A. Pring, L. Nasdala[9]
11. 2002 Manganlotharmeyerit zusammen mit Joël Brugger, Sergey V. Krivovichev, Nicolas Meisser, Michael Andrut, Stefan Ansermet und Peter C. Burns[10]
12. 2004 Rondorfit zusammen mit T. Mihajlović, C. L. Lengauer, T. Ntaflos, E. Tillmanns[11]
13. 2004 Almarudit zusammen mit T. Mihajlović, C. L. Lengauer, T. Ntaflos, E. Tillmanns[11]
14. 2004 Gjerdingenit-Mn zusammen mit G. Raade, N. V. Chukanov, S. Möckel, A. E. Zadov, I. V. Pekov[12]
15. 2005 Västmanlandit-(Ce) zusammen mit D. Holtstam, U. B. Andersson[13]
16. 2005 Waterhouseit zusammen mit A. Pring, W. D. Birch[14]
17. 2006 Allanpringit zusammen mit Heinz-Jürgen Bernhardt, Christian L. Lengauer, Günter Blass und Ekkehart Tillmanns[15]
18. 2006 Paratooit-(La) zusammen mit A. Pring, K. Wallwork und J. Brugger[16]
19. 2006 Kapellasit zusammen mit W. Krause, H.-J. Bernhardt, R. S. W. Braithwaite, R. Pritchard[17]
20. 2006 Guanacoit zusammen mit Thomas Witzke, Werner Krause, Annemarie Wiechowski, Olaf Medenbach, Anthony R. Kampf, Ian M. Steele und Georges Favreau[18]
21. 2007 Wakefieldit-(La) zusammen mit Thomas Witzke, Jens M. Warnsloh und Jürgen Göske[19]
22. 2008 Lakebogait zusammen mit S. J. Mills, W. D. Birch, W. G. Mumme, I. E. Grey[20]
23. 2008 Pattersonit zusammen mit H.-J. Bernhardt, W. Krause und G. Blaß[21]
24. 2008 Birchit zusammen mit P. Elliott, J. Brugger, A. Pring, M. L. Cole und A. C. Willis[22]
25. 2008 Kunatit zusammen mit S. J. Mills, W. D. Birch und J. Sejkora[23]
26. 2008 Joëlbruggerit zusammen mit S. J. Mills, R. Miyawaki, L. A. Groat und G. Poirier[24]
27. 2009 Plimerit zusammen mit P. Elliott, G. Giester, E. Libowitzky, C. McCammon, A. Pring und W. D. Birch[25]
28. 2009 Meurigit-Na zusammen mit A. R. Kampf, P. M. Adams, U. Kolitsch und I. M. Steele[26]
29. 2009 Friedrichbeckeit zusammen mit C. L. Lengauer, N. Hrauda, R. Krickl und E. Tillmanns[27]
30. 2009 Flörkeit zusammen mit C. L. Lengauer, U. Kolitsch und E. Tillmanns[28]
31. 2009 Nyholmit zusammen mit P. Elliott, P. Turner, P. Jensen und A. Pring[29]
32. 2010 Liversidgeit zusammen mit P. Elliott, G. Giester und E. Libowitzky[30]
33. 2010 Heftetjernit zusammen mit Roy Kristiansen, Gunnar Raade und Ekkehart Tillmanns[31]
34. 2010 Bendadait zusammen mit D. Atencio, N. V. Chukanov, N. V. Zubkova, L. A. D. Menezes Filho, J. M. V. Coutinho, W. D. Birch, J. Schlüter, D. Pohl, A. R. Kampf, I. M. Steele, G. Favreau, L. Nasdala, S. Möckel, G. Giester und D. Yu. Pushcharovsky[32]
35. 2010 Arisit-(La) zusammen mit P. C. Piilonen, A. M. McDonald, J. D. Grice, M. A. Cooper, R. Rowe, R. A. Gault und G. Poirier[33]
36. 2010 Arisit-(Ce) zusammen mit P. C. Piilonen, A. M. McDonald, J. D. Grice, R. Rowe, R. A. Gault, G. Poirier, M. A. Cooper, A. C. Roberts, W. Lechner und A. G. Palfi[34]
37. 2010 Eirikit zusammen mit A. O. Larsen, R. A. Gault und G. Giester[35]
38. 2011 Fassinait zusammen mit L. Bindi, F. Nestola, A. Guastoni und F. Zorzi[36]
39. 2012 Arsenohopeit zusammen mit Franz Neuhold, Heinz-Jürgen Bernhardt und Christian L. Lengauer[37]
40. 2012 Reynoldsit zusammen mit A. R. Kampf, S. J. Mills, R. M. Housley und R. S. Bottrill[38]
41. 2012 Ferriallanit-(La) zusammen mit S. J. Mills, R. Miyawaki und G. Blass[39]
42. 2013 Adranosit-(Fe) zusammen mit D. Mitolo, F. Demartin, A. Garavelli, I. Campostrini, D. Pinto, C. M. Gramaccioli und P. Acquafredda[40]
43. 2013 Lusernait-(Y) zusammen mit C. Biagioni, E. Bonaccorsi, F. Cámara, M. Cadoni, M. E. Ciriotti und D. Bersani[41]
44. 2013 Domerockit zusammen mit P. Elliott, A. C. Willis und E. Libowitzky[42]
45. 2017 Polloneit zusammen mit D. Topa, F. N. Keutsch, E. Makovicky und W. Paar[43]
46. 2017 Écrinsit zusammen mit D. Topa, E. Makovicky und C. Stanley[44]
47. 2017 Ulfanderssonit-(Ce) zusammen mit D. Holtstam, L. Bindi, U. Hålenius und J. Mansfeld[45]
48. 2018 Vanderheydenit zusammen mit P. Elliott[46]
49. 2019 Argentoliveingit zusammen mit Dan Topa, Stefan Graeser, Emil Makovicky und Chris Stanley[47]

## Ehrungen
- Ein von Stuart J. Mills, Ian E. Grey, W. Gus Mumme, Ritsuro Miyawaki, Satoshi Matsubara, Pierre Bordet, William D. Birch und Mati Raudsepp 2008 erstbeschriebenes Mineral erhielt ihm zu Ehren den Namen Kolitschit.[48]